# Åshild Mundal
Åshild Mundal (Hafslo, 1979) è una cantante norvegese.

## Biografia
Laureata in canto pop e jazz all'Università dell'Agder nel 2002, Åshild Mundal ha iniziato ad esibirsi come cantante insieme a gruppi jazz. Nel 2008 ha cantato le canzoni del disco With Love and Jazz del Willy Egmose Trio.
Il suo album di debutto, Fritt fall, è uscito nel 2011 e ha debuttato alla 35ª posizione nella classifica norvegese, ottenendo recensioni positive. Contiene brani cantati nel dialetto del Sogn, la storica contea oggi parte della regione del Vestlandet di dove è originaria. Nel 2015 è uscito il secondo album, Hotell.

## Discografia

### Album in studio
- 2011 – Fritt fall
- 2015 – Hotell

### Singoli
- 2013 – Ditt spor
- 2013 – Trybakk
- 2014 – Hotell
- 2016 – Heim
- 2019 – Sjå, det begynnar å snø! (con il Pierre Eriksson Trio)